# 이나자와역
이나자와역(일본어: 稲沢駅 이나자와에키[*])은 일본 아이치현 이나자와시에 있는 도카이 여객철도 · 일본화물철도 도카이도 본선의 역이다.

## 개요
여객 영업을 행하는 도카이 여객철도와 화물 영업을 행하는 일본화물철도가 사용해, 여객 열차가 정차하는 여객역으로서의 측면과, 화물 열차의 운행거점인 화물역으로서의 측면을 합쳐 가진 역이다. 도쿄역과 고베역을 연결하는 도카이도 본선의 중간역의 하나이지만, 오늘에는 양 역으로 향하는 여객 열차는 정차하지 않고, 나고야역과 기후역 방면을 연결하는 보통 열차가 주로 이 역에 정차하고 있다. 이 도카이도 본선은, 도카이 지방에서는 도카이 여객철도가 시설을 보유해서 여객 열차를 운행해(이와 같이 사업자를 제 1 종 철도사업자라 한다), 일본화물철도가 시설을 빌려서 화물열차를 운행한다 (마찬가지로 제 2 종 철도사업자라 한다), 라고 하는 체제를 취한다.
개업은, 메이지 말기의 1904년의 일이다. 1987년 일본국유철도 분할 민영화로, 개업 때부터 계속되던 국철의 단독 운영으로부터, 현재와 같이 도카이 여객철도 · 일본화물철도의 2사가 운영하는 형태로 이행하고 있다. 또한, 다이쇼 시대에는, '일본 3대 조차장'으로 꼽히는 이나자와 조차장이 구내에 건설되어 화차를 정리하는 거점의 하나로 되고 있지만, 이것은 운송 방식의 전환에 의해서 민영화 전에 폐지되었다.
역은, 나고야시 근교의 도시 · 이나자와 시의 동부에 위치한다. 도요하시부터 나고야, 기후의 사이에는 JR의 도카이도 본선과 병행해서 나고야 철도(메이테쓰)의 나고야 본선이 지나고 있지만, 이 노선에 있는 고노미야 역의 편이 이 역보다도 시의 중심부에 있다. 승차객은 1일 정도 약 7,800명으로, 고노미야 역에는 미치지 않는다.

## 역 구조
이나자와 역은 전체 길이가 5.85 km, 최대폭 160m, 부지면적 216,000m²의 구내를 가지지만, 대부분을 화물열차를 대상으로 시설이 차지해, 여객열차용의 시설은, 이나자와 시 에키마에잇초메를 중심으로 하는 지역에 있는 만이다. 이하, 여객용의 시설과 화물용의 시설을 나눠서 기술한다. 양쪽 모두 지상에 시설이 있는 지상역에 해당하는 형태다.
더욱이, 나고야 역과 이나자와 역의 구간은, 선로가 4개 부설되고 있다(복복선 구간). 서쪽의 2선은 여객 열차가 상용하는 노선(이하 '여객선'), 동쪽의 2선은 화물열차가 원칙 사용하는 노선(통칭'이나자와 선')이다. 이나자와 선은 이 역이 기·종점으로 여객선에 합류(분기)하지만, 그 장소는 구내의 북쪽에 해당한다. 이나자와 선 하행선은 여객선의 상하선을 걸쳤던 후 역 승강장보다 2 km 정도 북쪽으로 하행선에 합류해, 이나자와 선 상행선은 역 승강장보다 3.5 km 정도 북쪽에 여객선의 상행선부터 분기한다.

### 여객역
여객선에 있는 승강장은 1면만으로, 그 양쪽을 여객선의 상하선 합계 2선이 에워싼 섬식 승강장에 해당하는 형태를 취한다. 승강장 서쪽의 하행선 쪽이 1번선, 그 반대쪽(동쪽)의 상행선 쪽이 2번선이다. 1번선에는 기후 · 오가키행의 하행열차가, 2번선에는 나고야방면 행의 상행 열차가 정차한다.
역사는, 승강장의 상층 부분에 건설되었던 선상 역사로, 병설되었던 동서 자유통로(과선교)로 동문 및 서문으로 연결한다. 2000년에, 구내 서쪽에 있던 지상 역사로부터 다시 세워졌다. 돔 모양의 천막 지붕을 특징으로 하는 역사로, 도카이 여객철도에 의하면, 이나자와 시의 자매도시인 그리스 · 올림피아 시부터 이미지된 '언덕'을 키워드로 했던 디자인으로 했다. 발권 창구 및 승차권 자동 발매기 · 자동 개찰기 설치역. 배리어 프리 관련의 설비에는, 개찰내에 다기능 화장실(휠체어 · 오스트메이트 대응, 베이비시트 설치 화장실)이 있어, 역사와 승강장의 사이에 엘리베이터 · 에스컬레이터가, 동서 자유통로의 동서 양쪽 문에 엘리베이터가 있다. 또한, 키오스크가 구내의 개찰 앞에 영업하고 있다.
유인역으로 역 담당자의 배치가 있다. 다만, 도카이 여객철도의 직영역은 아니고, 자회사의 도카이 교통 사업의 역 담당자가 배치되고 있는 업무위탁역이다. 역장 배치역(직영역)의 오와리이치노미야역의 관할하에 있다.

### 화물역
화물 열차가 사용하는 시설은, 일부 예외가 있는 것의, 대체로 이나자와 선의 상하선으로 에워싸는 장소에 있다. 화물용의 시설이 넓은 구내의 다수를 차지한다.
화물열차가 도착 · 발착에 사용하는 발착선 · 출발선은, 여객역과 남쪽의 기요스역으로 거의 중간에 위치한다. 발착선 · 출발선군의 북쪽부터 여객 승강장에 걸친 유치선이 넓어, 차량기지의 아이치 기관구의 시설도 유치선 군의 일각에 있다. 일본화물철도의 사무실은 구내 동쪽에 도카이 여객철도의 역사와는 독립되고 있어, 역장도 배치되어 있다. 여객역 서쪽에는 일본화물철도의 도카이 지사가 섰다. 승무원의 교대는 기본적으로 화물의 발착선으로 행해지고 있지만, 여객선을 지나는 야간의 열차에는 여객 승강장으로 교대하는 경우가 있다.
이 역에 접속하는 전용선은, 1983년 시점으로는 쇼와 석유와 스미토모 시멘트(후의 스미토모 오사카 시멘트)의 것이 있었다. 스미토모 오사카 시멘트의 전용선은 기관구의 근처부터 이나자와 서비스 스테이션으로도 접속하고 있어, 모토스 역이나 오미나가오카역부터 시멘트 수송열차가 발착하고 있지만, 2002년 9월을 기해서 폐지되었다.

## 이용 현황
이나자와시의 통계에 의하면, 이 역의 1일 평균 승차 인원은 이하와 같이 추이되고 있다.
- 2005년도 - 7,303명
- 2006년도 - 7,111명
- 2007년도 - 7,395명
- 2008년도 - 7,664명
- 2009년도 - 7,800명

## 역사

### 연표
- 1904년 8월 5일 : 국유철도의 역으로서 개업.
- 1907년 4월 18일 : 구 기요스 역부터 이 역을 경유로 기소가와역까지 이르는 구간이 복선화.
- 1925년 1월 16일 : 이나자와 조차장 개업. 나고야 역부터 이 역까지의 사이에 이나자와 선 (단선)부설.
- 1943년 9월 : 이나자와 선 복복선화.
- 1953년 3월 : 2대째의 역사를 개축.
- 1953년 11월 11일 : 나고야 역부터 이 역까지 전선화.
- 1955년 7월 20일 : 이 역부터 마이바라역까지를 전선화.
- 1965년 5월 15일 : 역 앞 광장이 완성.
- 1969년 10월 1일 : 하물 배달의 취급을 폐지.
- 1984년 2월 1일 : 하물의 취급을 폐지.
- 1986년 11월 : 이나자와 조차장 폐지.
- 1987년 4월 1일 : 일본국유철도 분할 민영화에 의해, 도카이 여객철도 · 일본화물철도가 승계.
- 1998년 3월 30일 : 이나자와 선 전선화.
- 2000년 4월 22일 : 선상 역사와 자유통로가 완성,
- 2003년 4월 7일 : 동문의 역 앞 광장이 완성.
- 2006년 11월 25일 : TOICA의 이용이 가능하게 된다.

## 인접 역
| 도카이 여객철도 도카이도 본선   | 도카이 여객철도 도카이도 본선 | 도카이 여객철도 도카이도 본선         |
| ------------------------------- | ----------------------------- | ------------------------------------- |
| 비와지마 하마마쓰·시즈오카 방면 | ■ 도카이도 본선               | 오와리이치노미야 도요하시·나고야 방면 |